# Carl Sello
Carl Julius Samuel Sello (* 9. Februar 1757 in Potsdam; † 26. August oder 28. August 1796 ebenda) war ein Königlicher Hofgärtner im Küchengarten, dem sogenannten Marlygarten, in der Potsdamer Parkanlage Sanssouci.

## Leben und Wirken
Carl Sello stammte aus der ersten Ehe des Königlichen Hofgärtners Johann Samuel Sello mit Friederike Maria, geborene Goeritz († Mai 1760). Er wurde im Gärtnerhaus unterhalb des Schlosses Sanssouci geboren, wo sein Vater den Küchengarten und ein an der heutigen Stelle der Bildergalerie errichtetes Gewächshaus verwaltete. 
Carl Sello erlernte den Gärtnerberuf  und begab sich nach der Lehrzeit 1777 mit einem von dem Großen Könige am 4. März d. J. eigenhändig unterzeichneten Paß „um sich zu unseren Dienst bey der Gärtnerey vollkommen geschickt zu machen, auf Reisen in auswärtige Lande auf einige Jahre“ […].
Nach der Rückkehr erhielt er eine Anstellung als Gehilfe in Caputh und noch vor 1781 bei seinem Vater im Küchengarten von Sanssouci, dessen Amtsnachfolger er 1787 wurde. Er übernahm zahlreiche Obstbäume, daneben lagen Spargel- und Gemüseflächen, zwei Bohnenhäuser, ab 1763 ein Ananashaus mit Kanalheizung, ein hohes Treibhaus für Pfirsiche, Aprikosen und Pflaumen sowie zahlreiche Frühbeetkästen, unter anderem für Melonen, Gemüse und Kräuter. Die 215 Meter lange Nordwand des Gartens [war] verglast und zum Treiben von Pfirsichen, Aprikosen und Wein genutzt.
Während Carl Sellos Dienstzeit erlitt der gesamte Obstbaumbestand großen Frostschaden. Außerdem mussten die alten Gewächshäuser repariert oder erneuert werden und es entstanden weitere Treibhäuser für Pflaumen und Pfirsiche, neue Weinmauern, ein Bohnenhaus und zahlreiche Mistbeetkästen. Bei allen preußischen Königen standen in Sanssouci vor allem die Nutzpflanzen für die königliche Tafel im Vordergrund. Erst unter Friedrich Wilhelm III. wurde auch die Kultivierung exotischer Pflanzen ohne Nutzwert weiter ausgebaut. Als Sello 1791 ein Haus für exotische Gewächse beantragte, schrieb Bau- und Gartenintendant Johann Christoph von Woellner mahnend an den Gartendirektor Johann Gottlob Schulze: Die Exotica müssen indessen bei uns zu keiner Hauptsache werden, weil wir jetzt keinen botanischen Garten haben wollen.
Als Carl Sello 1796 starb, wurde Joachim Heinrich Voß zu seinem Nachfolger berufen. Seine letzte Ruhe fand er auf dem Bornstedter Friedhof.

## Familie
Carl Sello heiratete am 7. Mai 1788 in Potsdam Friederike Wilhelmine Albertine Lüder, Tochter des Hofküchenmeisters Johann August Lüder. Mit ihr hatte er eine Tochter und den 1789 geborenen Sohn Friedrich, der wie sein Vater den Gärtnerberuf  erlernte und sich später als Pflanzenjäger und Naturforscher in Südamerika aufhielt.